# Seznam afganistanskih politikov
Seznam afganistanskih politikov.

## A
- Abdulla Abdulla
- Ahmad Shah Ahmadzaj
- Hajbatula Ahundzada
- Hasan Akund
- Abdur Rahman Kan
- Amanullah Kan
- Assadullah Amin
- Hafizullah Amin
- Abdur Rashid Arian

## B
- Tahir Badahshi
- Abdul Gani Baradar (mula Baradar)
- Mahmud Baryalai
- Mir Afghan Bawary
- Abdul Karim Brahui

## C
- Haji Mohammad Chamkani

## D
- Mohamed Ismail Danesh
- Sarwar Danish
- Abdul Kadir Dargawal
- Mohamed Daud
- Abdul Rašid Dostum
- Batur Dostum

## F
- Mohammed Fahim

## G
- Ashraf Ghani
- Abdul Ghaffar Khan (1890–1988)
- Sayed Muhammad Gulabzoi

## H
- Habibullah Kan
- Ismail Kan
- Džalaludin Hakani
- Siradžudin Hakani
- Abdul Hakim Hakani
- Abdul Rahim Hatif
- Gulbuddin Hekmatjar

## I
- Abdul Hakim Ishaqzai

## J
- Muhammad Isa Jassur
- Mula Jakub

## K
- Abdul Kabir
- Kairulah Kairkva
- Babrak Karmal (= Sultan Hussain)
- Ahmed Wali Karzaj
- Hamid Karzaj
- Sultan Ali Keshtmand/Kištmand

## H
- Karim Halili
- Abdul Salam Hanafi
- Gulbuddin Hekmatyar

## L
- Sulaiman Layeq/Laeq/Laiq (1930-2020)

## M
- Abdul Majid Zabuli
- Abdul Manan Niazi
- Ahtar Mansur
- Ahmad Shah Masud (1953–2001)
- Ahmad Masud
- Abdul Ali Mazari
- Abdul Karim Misaq
- Mohammad Nabi Mohammadi
- Faiz Mohammed
- Muhammad Mohaqiq
- Hamdullah Mohib
- Asif Mohseni
- Sibgatula Modžadedi (1926–2019)
- Han Mutaki

## N
- Mursal Nabizada
- Mohammed Nadir Shah
- Mohammad Nadžibullah
- Nasrullah Khan
- Atta Muhammad Nur
- Abdul Qadir Nuristani

## O
- Mohammed Omar (mula Omar)

## P
- Gulam Dastagir Pandžšeri
- Soraya Parlika (1944-2019)

## R
- Burhanuddin Rabbani
- Mohammad Rabbani
- Salahuddin Rabbani
- Muhammad Rafi
- Muhammad Rasul
- Ghulam Haidar Rasuli
- Anahita Ratebzad

## S
- Amrullah Saleh
- Assadullah Sarwari
- Abdul Rasul Sayyaf
- Nematullah Shahrani
- Mohammad Hasan Sharq
- Ibrahim Spinzada

## T
- Shahnawaz Tanai
- Nur Muhammad Taraki
- Mahmud Tarzi

## U
- Nur ul-Haq Ulumi

## W
- Mohamed Aslam Watanjar

## Y
- Ghulam Faruq Yaqubi
- Mohammed Yusuf

## Z
- Mohammed Zahir Shah
- Saleh Mohammad Zeary/Ziarei
- Mavlavi Zur Al-Hak